# Оссет, Харви
Мик Харви Итали Оссет (фр. Mick Harvy Itali Ossété; род. 18 августа 1999, Браззавиль) — конголезский футболист, полузащитник клуба «Сент-Элуа Лупопо» и сборной Республики Конго.

## Клубная карьера
Начал карьеру в 2016 году в клубе КЕСД Ла Джири, выступавшем в низших футбольных дивизионах Республики Конго. С 2018 по 2021 год являлся игроком «Дьябль Нуар» из чемпионата Республики Конго. Сезон 2021/22 провёл в клубе «Наджран» из второго по силе дивизиона Саудовской Аравии. Летом 2022 года стал игроком «Сент-Элуа Лупопо» из ДР Конго. Вместе с командой провёл 6 матчей в розыгрыше Кубка Конфедерации КАФ сезона 2022/23.

## Карьера в сборной
В составе национальной сборной Республики Конго дебютировал 22 сентября 2019 года в матче против Экваториальной Гвинеи (2:2). Участник чемпионата африканских наций 2020 года в Камеруне. По состоянию на май 2023 года провёл за сборную 26 матчей.